# Wignicourt
Wignicourt je francouzská obec v departementu Ardensko v regionu Grand Est. V roce 2014 zde žilo 77 obyvatel.

## Poloha obce
Sousední obce jsou: Hagnicourt, Chesnois-Auboncourt, Mazerny, Saint-Loup-Terrier a Vaux-Montreuil.

## Vývoj počtu obyvatel
Počet obyvatel